# Михалевский, Серафин
Серафин Корчак-Михалевский (бел. Серафін Корчак-Міхалеўскі, пол. Serafin Korczak-Michalewski; 18 мая 1923, Брест-над-Бугом, Полесское воеводство — 15 января 2006, Варшава) — белорусский и польский философ, филолог и поэт.

## Биография
Родился в семье представителей старинного дворянского рода. Детство провел в селе Росохи (ныне Пружанский район). В 1939 году окончил Польскую гимназию имени Адама Мицкевича, а в 1941 году — Белорусскую среднюю школу № 1 в Пружанах.
В 1941 году семью увезли в Сибирь, где Серафин поступил в Новосибирский пединститут, занимался германскими языками. С 1943 года служил в Войске Польском, окончил офицерскую артиллерийскую школу в Костроме. Командовал батареей в 3-м Берлинском полку 1-й пехотной дивизии имени Тадеуша Костюшко. Участвовал в освобождении Варшавы, боях под Берлином. Был трижды ранен и стал инвалидом. Награжден орденом Virtuti Militari, медалями.
После войны учился в университетах Лодзи, Вроцлава и Варшавы. Получил степень магистра по философии и английской филологии. Работал научным сотрудником в Национальной библиотеке в Варшаве, в Институте математических цифровых машин, в библиотеке Академии наук, в редакции футурологии.
Рукоположен во диакона, прихожанин Варшавской православной церкви Святого Иоанна Лествичника.

## Деятельность
Занимался исследовательской деятельностью в области философии, религии, филологии.
Написал теоретический труд «Введение в трансцендентальную медитацию» и около десяти научных рефератов, посвященных религиозно-философскому учению древней Индии — йоге. В Варшавском университете он организовал две первые в Европе выставки, посвященные учению йоги.
Отвечает за разъяснение догмата о Святой Троице и теодицеи, установление истинного лика Божией Матери и Спасителя. Серафин Михалевский перевел на польский язык православную мессу святого Иоанна Златоуста.
Автор многих работ по языкознанию. Составил два санскритско-польских словаря, библиографию караимских книг. Разработал проект по реформированию китайской иероглифической письменности. Официально подтверждено его владение 17 языками.
Опубликовал несколько сборников собственных афоризмов на польском языке. Однако, более известен в Польше как поэт. Был членом Международного общества поэтов. Его стихи публиковались на английском, белорусском и польском языках в периодичных изданиях Варшавы, белорусском еженедельнике «Нива» в Польше, в самоизданиях («Бельскі гостінець», «Białowieżanin») и на родине поэта, в пружанской газете «Раённыя будні». В Музее известных поэтов (англ. The International Poetry Hall of Fame) одна из экспозиций посвящена Серафину Михалевскому.

## Семья
Брат Ежи (? — 1989, Польша) и сестра Варвара (жила и умерла в Пружанах).